# Việt Nam năm 2011
Dưới đây là sự kiện trong năm tại Việt Nam 2011.

## Đương nhiệm
| Ảnh | Vị trí            | Tên               |
| --- | ----------------- | ----------------- |
|     | Tổng bí thư       | Nông Đức Mạnh     |
|     | Chủ tịch nước     | Nguyễn Minh Triết |
|     | Thủ tướng         | Nguyễn Tấn Dũng   |
|     | Chủ tịch Quốc hội | Nguyễn Phú Trọng  |

## Sự kiện
- Tháng 5: Biểu tình Mường Nhé 2011
- 24 tháng 8: Vụ án Lê Văn Luyện với ba người chết và một người bị thương.[1]

## Sinh
- 15 tháng 5: Ngân Chi, diễn viên

## Mất
Xem: Mất năm 2011

## Thể thao
- Giải bóng đá vô địch quốc gia 2011
- Giải bóng đá hạng nhất quốc gia Việt Nam 2011